# 瓦西里·瓦西里耶维奇·库兹涅佐夫
瓦西里·瓦西里耶维奇·库兹涅佐夫，（俄语：Василий Васильевич Кузнецов；1901年2月13日—1990年6月5日），苏联党和国家领导人。曾任苏联最高苏维埃民族院主席，驻华大使，代理苏联最高苏维埃主席团主席等职务。

## 生平
- 1901年1月31日（格里历：2月13日）出生于沙俄科斯特罗马省Ovsyanovskaya乡索菲洛夫卡村的一户农民家庭。
- 1915年-1920年，喀山Poretskoye村教育学校学习。
- 1920年-1921年，苏俄红军服役。
- 1921年-1922年，彼得格勒Svirskaya电厂高级技术员。
- 1922年-1926年，列宁格勒工学院学习。毕业后任Krasny Gvozdilshchik热电厂厂长。
- 1926年11月起，Makeyevka冶金工厂工作。历任实习工程师，助理工程师，副主管等职。1927年5月加入联共（布）。
- 1930年12月起，平炉车间负责人。
- 1931－1933年，美国卡内基·梅隆大学冶金专业学习。
- 1933年12月-1937年9月，高级工程师，实验室副主任。1936年8月起，莫斯科州Elektrostal工厂的冶金实验室主任。
- 1937年9月-1938年5月，苏联重工业人民委员会Glavspetsstal冶金工厂技术组组长。
- 1938年5月-10月，苏联重工业人民委员会特种钢铁合金总局副局长。
- 1938年10月-1940年6月，苏联重工业人民委员会特种钢铁合金总局总工程师。
- 1940年-1943年，苏联国家计划委员会副主席。国防委员会下属G.M. Malenkov冶金工厂副厂长。
- 1941年6月-1945年，苏联冶金国防委员会副委员。期间，1943年-1944年，苏联冶金工人工会中央委员会副主席。
- 1944年1月-3月，全苏工会总书记。
- 1944年3月-1953年3月，全苏工会中央理事会主席，全苏工会中央理事会主席团成员。其间，1945年-1953年，世界工会联合会副主席。
- 1946年3月-1950年6月，苏联最高苏维埃民族院主席。其间，1946年3月-1952年10月，全苏工会中央委员会组织部成员。
- 1952年10月-1953年3月，苏共中央主席团成员，中央委员会主席团外事委员会委员。
- 1953年4月-1955年3月，苏联外交部副部长。期间，1953年3月-12月，驻中华人民共和国特命全权大使。
- 1955年-1977年，苏联外交部第一副部长。在解决古巴导弹危机，中苏边界冲突，1971年印巴战争等外交危机中发挥重要作用。其中1969年-1970年率团访华，参加中苏边界谈判工作。
- 1977年10月7日-1986年6月18日，苏联最高苏维埃主席团第一副主席。在勃烈日涅夫、安德罗波夫和契尔年科分别在1982年、1984和1985年去世时，他三次代理最高苏维埃主席团主席，成为苏联名义上的国家元首，他最后一次代理此职务时已经84岁，成了苏联历史上年龄最大的国家元首。
- 1986年6月退休。
- 1990年6月5日于莫斯科逝世，享年89岁。葬于莫斯科新圣女公墓。[3]

库兹涅佐夫是苏共19-27大代表，第18届中央组织局成员，第19届中央主席团成员，第25-27届中央政治局候补委员，第19-27届中央委员。第2-11届苏联最高苏维埃民族院代表；第10-11届俄罗斯苏维埃联邦社会主义共和国最高苏维埃代表。

## 荣誉
- 两次社会主义劳动英雄称号（1971,1981）
- 1941年斯大林奖杰出发明类二等奖（发明特种钢材）
- 七次列宁勋章（1943,1951,1961,1966,1971,1981,1986）
- 十月革命勋章（1976）
- 劳动红旗勋章（1941）
- 红星勋章（1942）
- 荣誉勋章（1939）
- 1941-1945年伟大卫国战争中忘我劳动奖章
- 保卫莫斯科奖章
- 1941-1945年伟大卫国战争胜利四十周年奖章
- 退休劳动者奖章[4]